# 塞里耶
塞里耶（法語：Sériers，法語發音：[seʁje]）是法国康塔尔省的一个旧市镇，属于圣弗卢尔区。2017年，塞里耶与临近的3个市镇合并为新市镇特吕耶尔河畔讷韦格利斯。

## 地理
塞里耶（44°58'35"N, 3°2'22"E）面积12.62 平方千米，位于法国奥弗涅-罗讷-阿尔卑斯大区康塔爾省，该省份为法国中南部省份，位于法國中央高原中心，北起科雷兹省、上盧瓦爾省和多姆山省，西接洛特省和科雷兹省，南至阿韦龙省和洛特省，东临上盧瓦爾省和洛泽尔省。
与塞里耶接壤的市镇（或旧市镇、城区）包括：阿勒兹、拉瓦斯特里、讷韦格利斯、莱泰尔讷、维勒迪约。

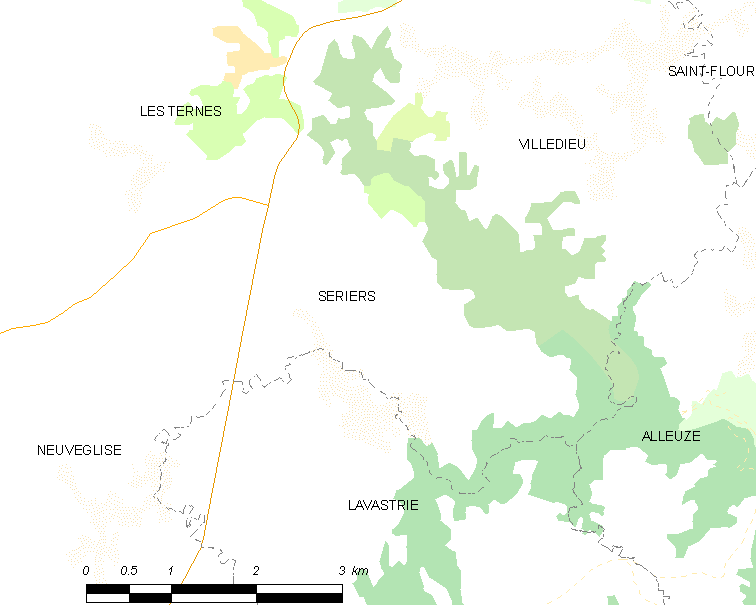
塞里耶的OSM定位图

塞里耶的时区为UTC+01:00、UTC+02:00（夏令时）。

## 行政
塞里耶的邮政编码为15100，INSEE市镇编码为15227。

## 政治
塞里耶所属的省级选区为特吕耶尔河畔讷韦格利斯县。

## 人口

1962-2008年间塞里耶人口变化图示

塞里耶于2018年1月1日时的人口数量为131人。